# Prodrug
Prodrugs zijn inactieve farmaca die in het lichaam worden omgezet in de biologisch actieve stof. Prodrugs worden vooral verkregen door amino-, carboxyl- en hydroxylgroepen te veresteren of te amidiseren. Vaak worden moleculen daardoor lipofieler. Voorbeelden van prodrugs zijn: hydroxyzine, valaciclovir, zidovudine, carbamazepine, captopril, sulfasalazine, molsidomine, prednison, clopidogrel en chlooramfenicolsuccinaat. Soms treedt het tegenovergestelde effect op: de verestering van fenolische hydroxylgroepen met sulfaat levert juist een beter water-oplosbare stof op. Een voorbeeld daarvan is natriumpicosulfaat.
Soms is de prodrug zelf onwerkzaam en is de metaboliet (omzettingsproduct) als enige actief. Een voorbeeld hiervan is dabigatran etexilaat dat wordt omgezet in dabigatran. Soms zijn de prodrug en zijn omzettingsproduct beide actief, zoals bij loratadine en desloratadine.
Het op de markt brengen van een prodrug kan verschillende redenen hebben. In het verleden was het vaak niet opzettelijk, maar was niet bekend dat de werkzaamheid van een middel niet van dat middel zelf was maar van een metaboliet. De laatste decennia worden vaak prodrugs op de markt gebracht om via de farmacokinetiek de resorptie en/of distributieprofielen te optimaliseren. Prodrugs bieden ook de mogelijkheid tot een verlengd octrooi. Eerst werd de prodrug op de markt gebracht, later het werkzame omzettingsproduct (bijvoorbeeld bij loratadine en desloratadine).
In het algemeen is de prodrug in het nadeel ten opzichte van zijn actieve metaboliet. Zo werd terfenadine uit de handel genomen wegens interacties die tot hartproblemen leidden. Het omzettingsproduct fexofenadine heeft die nadelen niet en is nog steeds beschikbaar als antihistaminicum.